# Thru These Walls
Thru These Walls – singel z drugiej solowej płyty Phila Collinsa zatytułowanej Hello, I Must be Going!. Piosenka opowiada o człowieku wsłuchującym się przez ścianę w nocną kłótnię sąsiadów. Utwór nie zdobył tak wielkiej popularności jak piosenki z pierwszej płyty Collinsa, z w USA znalazł się na 56 miejscu na liście przebojów. Piosenka jest dość mroczna i pesymistyczna, jak większość utworów z tej płyty.
Na portalu Rate Your Music określono go jako reprezentującego m.in. gatunki art rock, art pop i sophisti-pop.